# Angelo Poretti
Angelo Poretti (Vedano Olona, 19 giugno 1829 – Varese, 20 ottobre 1901) è stato un imprenditore italiano, fondatore del Birrificio Angelo Poretti.

## Biografia
Nacque in una famiglia contadina e decise in gioventù di emigrare in Europa, spostandosi tra Austria, Germania e Boemia. Arricchito dall'esperienza all'estero, a metà degli anni settanta del XIX secolo, tornò in Italia per diffondere la birra nel suo paese. Infatti i vari anni trascorsi all'estero diedero ad Angelo Poretti la possibilità di acquisire una profonda conoscenza della birra, grazie all'incontro con alcuni tra i migliori mastri birrai del tempo. Cercò allora nella provincia di Varese, di cui era originario, la migliore zona dove costruire il suo birrificio, investendo i risparmi accumulati con fatica assieme alla moglie boema Franziska Peterzilka. A Induno Olona, nel 1877, nei pressi delle grotte della Valganna, acquistò la fabbrica dismessa di amido Amideria del Dones; dall'estero importò i macchinari, le materie prime e il primo mastro birraio, mentre la purezza dell'acqua, elemento fondamentale per una birra di qualità, era garantita dalla fonte della Valganna nota come “fontana degli ammalati”, che Angelo Poretti aveva acquistato. La scelta dettata dalla ricerca della qualità ebbe anche un forte impatto pubblicitario in quanto l'acqua della "fontana degli ammalati", famosa per i suoi effetti curativi, divenne così l'elemento base delle birre prodotte nel nuovo birrificio Poretti. Un altro elemento chiave nella scelta della zona era la presenza del lago di Ganna e di Ghirla dai quali attinse il ghiaccio per la conservazione della bevanda.
Muore nel 1901 e riposa nel cimitero monumentale di Giubiano, a Varese.